# أفراح ناصر
أفراح ناصر صحفية يمنية وناشطة في مجال حقوق الإنسان تعيش منذ 2011 في غوتنبرغ في السويد، وظهرت تقاريرها عن الشؤون السياسية اليمنية في مواقع إعلامية وثفاقية مختلفة مثل سي إن إن ، والجزيرة الإنجليزية وذا ناشيونال وهافينغتون بوست. تتناول كتاباتها التغييرات الاجتماعية والسياسية وحقوق الإنسان في اليمن.

## تحصيل علمي
نالت ناصر شهادة إجازة في علم اللغة الأنكليزية من جامعة صنعاء، وماجستيرا في التواصل من جامعة غوتتبرغ السويدية.

## جوائز وتصنيفات
أدرجتها مجلة أريبيان بزنس عام 2015 في المرتبة الخامسة عشرة على قائمة الشباب العرب المائة الذي عدتهم الأقوى تأثيرا.
في عام 2017 ، حصلت على الجائزة الدولية لحرية الصحافة من لجنة حماية الصحفيين، كما حصلت أيضًا على جائزة بانسكرافت لعام 2016 ،وجائزة داويت آيزاك لعام 2014. و